# Amlawdd Wledig
Amlawdd Wledig là một quân vương huyền thoại Anh lai La Mã.

## Lịch sử
Amlawdd Wledig được các biên niên sử trung đại cho rằng từng cai trị một vùng rất rộng thuộc xứ Herefordshire khi quân đoàn La Mã chuẩn bị triệt thoái vĩnh viễn khỏi quần đảo Anh. Tổ tiên ông gồm những tướng lĩnh La Mã và một số tộc trưởng bản địa. Con trai ông - Gwrfoddw - được dự báo mai sau sẽ thống trị toàn bộ Herefordshire.
Amlawdd Wledig được biết đến nhiều hơn cả với vai trò thành viên hội Bàn Tròn, tên ông hàm nghĩa "hoàng đế bảy tỉnh" hoặc "vua của các đảo phía Tây" tùy dị bản.

## Văn hóa
Tên của Amlawdd Wledig được đặt cho một giống ngựa lai lông tuyền ở Wales. Đây là nhân vật thời đại Arthur được cho là có nhiều vợ con nhất và cũng có cuộc sống viên mãn hơn cả.